# Run (film 2020)
Run è un film del 2020 diretto da Aneesh Chaganty.

## Trama
Una donna, Diane, osserva nell'incubatrice la bambina che ha partorito, sottopeso e cianotica.
17 anni dopo Diane ha cresciuto sua figlia Chloe, in cura per asma, aritmia, emocromatosi, diabete e paralisi agli arti inferiori, costretta su una sedia a rotelle. La ragazza è stata istruita in casa, non è mai andata a scuola, e fatta eccezione per il postino del vicinato non ha nessun contatto con l'esterno. Le due sono in attesa di una lettera di accettazione da parte di un college dove Chloe desidererebbe andare a studiare. La giovane intanto conduce una vita intellettuale dedicata alla lettura di libri e all'ideazione di progetti di ingegneria su piccola scala nella sua stanza.
Approfittando di una telefonata, la ragazza fruga in una busta della spesa in cerca di alcuni cioccolatini, scoprendo così un flacone di pillole a nome della madre. Controllati gli altri flaconi si rende conto che tutte le medicine che prende ogni giorno sono in realtà prescritte per Diane e in segreto smette subito di assumerle.
In assenza di un accesso a internet, grazie a uno stratagemma in occasione di un pomeriggio al cinema, Chloe si reca di nascosto in farmacia a Pasco, Washington, scoprendo così che quella che pensava fosse una pillola per il cuore prescritta a lei dalla capsula bianca e verde, il Trigoxin, è invece lidocaina per cani, un anestetico veterinario, il quale, come suggerito dalla dottoressa Bates, se assunto dall'uomo provoca l'intorpidimento delle gambe. La scoperta le causa un improvviso attacco d'asma in pubblico e Diane, sopraggiunta di corsa, senza farsi notare le pratica un’iniezione. Sebbene Chloe non possa darle un nome specifico, pare che sua madre sia affetta dalla sindrome di Münchhausen per procura. La ragazza si sveglia la mattina successiva nella sua stanza, chiusa a chiave, ma si libera trascinandosi sul tetto per poi infrangere una finestra e rientrare in casa da un’altra camera da letto.
Strisciando nell’attraversare il corridoio, dopo aver avuto un altro attacco d'asma e sempre più consapevole di cosa sia stato costruito intorno a lei, scopre che la madre ha tagliato i cavi del montascale e del telefono, per assicurarsi che nessuno venga a conoscenza della verità. Chloe riesce ugualmente a scappare e a trovare protezione dal postino che si stava dirigendo verso casa sua, a cui chiede di accompagnarla alla polizia. I due vengono però raggiunti da Diane la quale, uscita a cercare una soluzione per la situazione creatasi a casa, infilza Tom, il postino, con una siringa, riporta Chloe a casa e la chiude nel seminterrato. Qui la ragazza trova una lettera di accettazione al college, una foto di lei da bambina in piedi sulle sue gambe, un certificato di morte della vera figlia di Diane, con il suo stesso nome, scomparsa dopo appena 2 ore di vita, e un articolo di giornale che parla di una bambina rapita dall'ospedale quando era ancora in fasce.
Capisce così di essere stata drogata in tutti quegli anni e che tutte le patologie che era convinta di avere sono in realtà gli effetti collaterali delle pillole che la donna le ha fatto ingerire fin da piccola. Diane l’ha rapita e allevata appena nata spinta dalla sua ossessione di essere madre a tutti i costi e traumatizzata dalla morte del suo neonato. Chloe, per fuggire dal seminterrato dove è stata rinchiusa, ingerisce un organofosforato, cosa che costringe la madre a portarla d’urgenza in ospedale perché in fin di vita. Appena la giovane si riprende, Diane la rapisce nuovamente, ma viene fermata in tempo dagli agenti di sicurezza.
7 anni dopo Chloe, ancora con difficoltà di movimento e, sebbene possa camminare per brevi tratti con l'ausilio di un bastone, su una sedia a rotelle, va a trovare Diane in un istituto di correzione dove la donna è costretta a letto e impossibilitata a muoversi. Le parla quindi della quotidianità del suo lavoro da chirurgo e le fa ingerire 3 pillole di lidocaina per cani, la stessa che per anni ha dovuto prendere lei, vendicandosi.

## Promozione
Il trailer è stato diffuso il 20 febbraio 2020.

## Distribuzione
La pellicola doveva essere distribuita nelle sale statunitensi l'8 maggio 2020, ma viene posticipata a causa della pandemia di COVID-19 ed è stata infine distribuita sulla piattaforma Hulu dal 20 novembre 2020. In Italia il film è stato distribuito a livello cinematografico a partire dal 10 giugno 2021.

## Accoglienza

### Pubblico
Nel settore on demand, il film ha ottenuto il titolo di show più visto di sempre sulla piattaforma Hulu. Al botteghino il film ha incassato 3,4 milioni di dollari.

### Critica
Sull'aggregatore Rotten Tomatoes il film riceve l'88% delle recensioni professionali positive con un voto medio di 7,1 su 10 basato su 136 critiche, mentre su Metacritic ottiene un punteggio di 67 su 100 basato su 20 critiche.